# Coelichneumon celebensis
Coelichneumon celebensis là một loài tò vò trong họ Ichneumonidae.